# Robert Zander
Robert Zander (* 26. Juli 1892 in Magdeburg; † 8. Mai 1969 in Berlin) war ein deutscher Botaniker und Gartenbauwissenschaftler. Er wurde als Verfasser verschiedener Standardwerke und Schriften für den Gartenbau bekannt. Sein offizielles botanisches Autorenkürzel lautet „Zander“.

## Leben
Zander kam als Sohn eines Gärtnereibesitzers zur Welt. Er studierte an der Universität Halle Botanik.
1926 erhielt er vom Reichsverband des deutschen Gartenbaues den Auftrag, sich mit der Nomenklatur der Kulturpflanzen zu beschäftigen. Gleichzeitig begann er nebenamtlich die Neuordnung der bei der Hauptgeschäftsstelle angesiedelten Bücherei des Verbandes.
1934 wurde die Bücherei des aufgelösten Reichsverbandes unter der Bezeichnung „Deutsche Vereinigte Gartenbücherei“ mit der Bücherei der Deutschen Gartenbau-Gesellschaft (DGG) und den Beständen der Deutschen Gesellschaft für Gartenkunst vereinigt. Die Bücherei galt nun mit 40.000 Bänden als viertgrößte Gartenbaubücherei der Welt und als größte auf dem Kontinent. Zander führte die Bücherei 1934–36 unentgeltlich und suchte für sie eine neue Trägerschaft. Seinen Lebensunterhalt verdiente er als Redakteur mehrerer Fachzeitschriften.
1936 wurde als Trägerverein der nicht eingetragene Verein Bücherei des Deutschen Gartenbaues gegründet; Zander als Bibliotheksleiter wurde Angestellter des Vereins. 1939 zog die Bücherei ins Erdgeschoss des Hauses des Deutschen Gartenbaues in der Schlüterstraße 39, Berlin, wo sie sich noch bis 1970 befand.
Während des Zweiten Weltkrieges und danach hielt Zander die Bücherei unter schwierigsten Umständen und ohne Bezahlung aufrecht. 1953–55 war er Präsident der DGG. Sein Brot verdiente er, indem er von seinem Büro in der Schlüterstraße aus mehrere Fachzeitschriften redigierte.
In den Jahren 1957 begann Zander aus Mitteln des Bundesministeriums für Ernährung, Landwirtschaft und Forsten eine großangelegte Zeitschriftenauswertung. Bis 1960 hatte er 432 Jahresbände deutscher Zeitschriften vor 1900 ausgewertet und 25.000 Karten angelegt. In alphabetischer Ordnung schuf Zander eine Stichwortkartei, die hauptsächlich Pflanzennamen enthält, aber auch Fachausdrücke, Ortsnamen und Personennamen.
Erst 1965 gelang der Abschluss eines Vertrages, der die Überlassung der Bücherei zum Nießbrauch durch die Technische Universität Berlin regelte. Zander leitete als TU-Angestellter die Bücherei noch bis zu seinem 1969 im Alter von 76 Jahren erfolgten Tode.

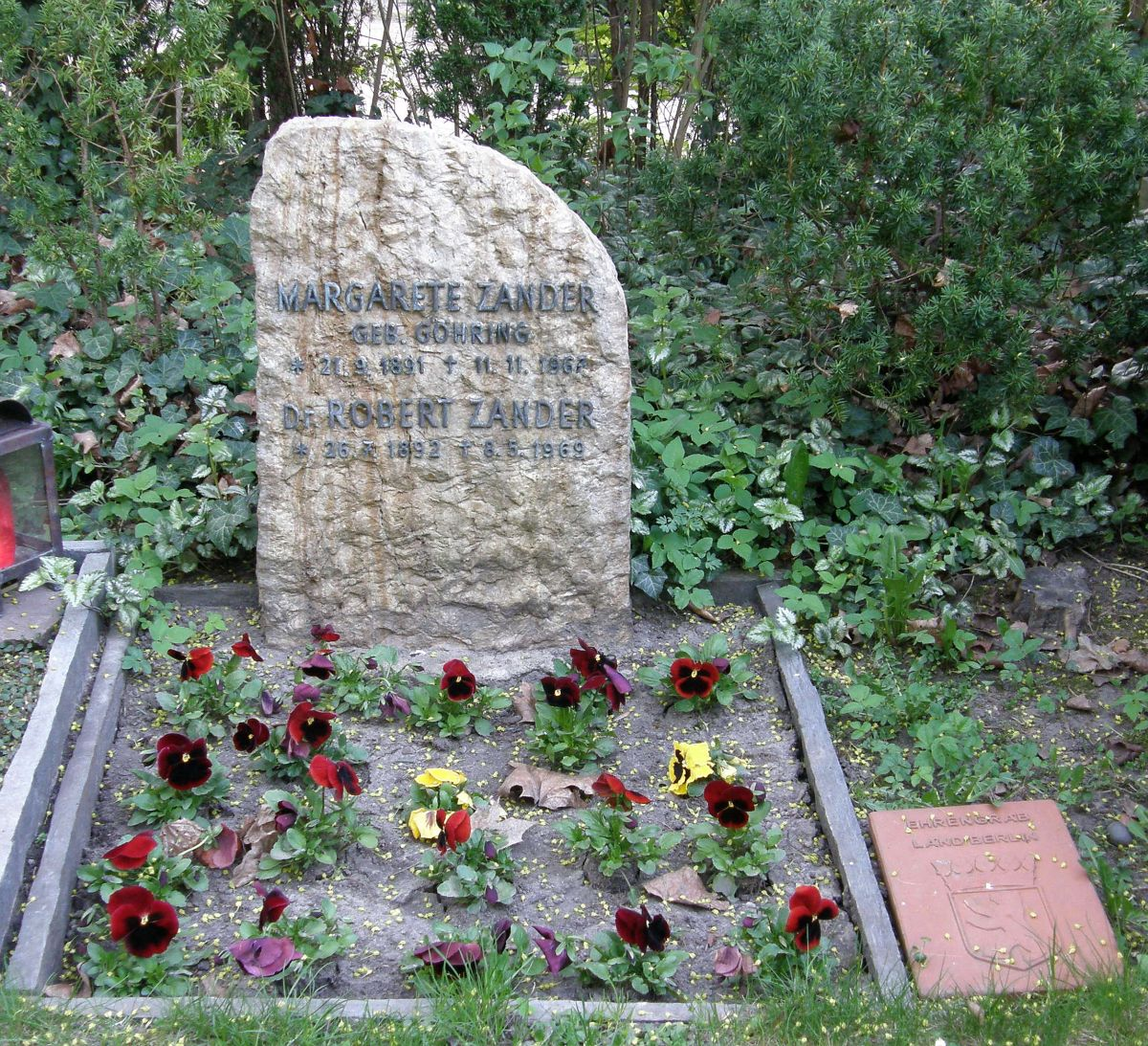
Grabstätte

Sein bekanntestes Werk, das Handwörterbuch der Pflanzennamen, liegt mittlerweile in der neunzehnten Auflage vor. Er wurde Mitglied und Sekretär im Internationalen Gartenbau-Nomenklaturausschuss sowie Mitglied im Deutschen Arbeitskreises für Gartenbau-Nomenklatur. Als Leiter der Abt. Gartenbaubücherei an der Universitätsbibliothek der TU Berlin war er durch seine umfassende Literaturkenntnis erste Adresse vieler wissenschaftlicher Arbeiten.
Robert Zander starb am 8. Mai 1969 in Berlin. Sein Grab auf dem Friedhof Schmargendorf war bis 2011 eine Ehrengrabstätte der Stadt Berlin. Wichtige Teile seines Nachlasses befinden sich im Besitz der Deutschen Gartenbaubibliothek e. V., deren Bestand an der Universitätsbibliothek der TU Berlin untergebracht ist.

## Veröffentlichungen
Hier eine Auswahl seiner wichtigsten Werke:
- Beitrag zur Kenntnis der tertiären Hölzer des Geiseltals. In: Braunkohle. Jahrg. XXII, Nr. 2, Januar 1923, DNB 361344287 (Dr.-Dissertation Universität Halle (Saale), 12 Seiten, abgedruckt in Heft 2 vom 14. April 1923 S. 17 f sowie in Heft 3 vom 21. April 1923 auf S. 38 f).
- Führer durch den Botanischen Garten der Universität Halle/Saale. 1925.
- Handwörterbuch der Pflanzennamen und ihrer Erklärungen. Gärtnerische Verlagsgesellschaft Berlin, Berlin (Ab der 7. Auflage: Verlag Eugen Ulmer, Stuttgart).
  - 11. Auflage, besorgt von Fritz Encke, Günther Buchheim und Siegmund Seybold. Stuttgart 1979.
- Wunder der Blüten. In: Weg zum Wissen. Band 76. Ullstein, Berlin 1927.
- unter Zanders Mitarbeit: Leitfaden für den gärtnerischen Berufsschulunterricht. Gärtnerische Verlagsgesellschaft, Berlin 1929.
- Schmarotzende Pflanzen. Brehmverlag, Berlin 1930.
- Zanders großes Gartenlexikon. Ullstein, Berlin 1934.
- unter Zanders Mitarbeit: Kluges Alphabet. Propyläenverlag (1934/35).
- Wörterbuch der gärtnerischen Fachausdrücke in vier Sprachen. Büro des Internationalen Gartenbaukongresses, Berlin 1938.
- Fachwörterbuch der Konservenindustrie in acht Sprachen. Dr. Serger & Hempel, Braunschweig 1939.
- zusammen mit Clara Teschner: Der Rosengarten, eine geschichtliche Studie durch zwei Jahrtausende. Trowitzsch & Sohn, Frankfurt/O. 1939.
- Geschichte des Obstbaues. In: Trenkles Lehrbuch des Obstbaus. Bechtold & Co., Wiesbaden 1942 (und folgende Ausgaben).
- Die Kunst des Pflanzenbeschreibens. Ulmer, Stuttgart 1939 (2. Auflage 1947).
- Deutsch-Botanisches Wörterbuch. Ulmer, Stuttgart 1940 (2. Auflage 1947 als „Kleines Botanisches Fremdwörterbuch“).
- Die Pflanze im Liebesleben der Völker. In: Naturkunde. Hannover und Berlin-Zehlendorf 1951.
- Geschichte des Gärtnertums. Ulmer, Stuttgart 1952.

## DasHandwörterbuch der Pflanzennamen, „der Zander“
Als das Hauptwerk Zanders gilt das Handwörterbuch der Pflanzennamen und ihrer Erklärungen, das nach seinem Tode unter dem leicht abgeänderten Titel Zander Handwörterbuch der Pflanzennamen weiter aufgelegt wird. Es ist ein Standardwerk, das hauptsächlich zur Auffindung des nomenklatorisch korrekten botanischen Namens der Pflanzenarten nützlich ist.
Den Anstoß zur Erstellung dieses wertvollen Handwörterbuchs erhielt Zander 1926, als er vom Reichsverband des deutschen Gartenbaus nach Berlin gerufen wurde mit dem Auftrag, ein Handwörterbuch der Pflanzennamen zu schaffen, das als Grundlage für eine einheitliche Benennung gärtnerisch genutzter Pflanzen dienen sollte. Zander setzte den Auftrag so zügig um, dass die erste Auflage bereits 1927 erscheinen konnte.
Die von Zander selbst herausgegebenen Auflagen waren:
- 1. Auflage: Berlin 1927, hierzu Nachtrag 1928
- 2. Auflage: Berlin 1932
- 3. Auflage: Berlin 1936
- 4. Auflage: Berlin Anfang 1938
- 5. Auflage: Berlin Ende 1938
- 6. Auflage: Berlin 1940
- 7. Auflage: Stuttgart 1954
- 8. Auflage: Stuttgart 1955
- 9. Auflage: Stuttgart 1964

Die 1. bis 6. Auflage erschienen bei der Gärtnerischen Verlagsgesellschaft in Berlin, die 7. bis 9. Auflage beim Eugen Ulmer Verlag in Stuttgart. Bei der Erstellung der 9. Auflage arbeitete Zander mit Fritz Joseph Encke und Arno Fritz Günther Buchheim zusammen.
Seit Zanders Tod wurde das Werk, beginnend mit der 10. Auflage, in stark überarbeiteten Auflagen weiterhin aufgelegt, wobei ein mehrköpfiges Autorenteam als Herausgeber fungiert. Diese Auflagen erschienen weiterhin beim Eugen Ulmer Verlag in Stuttgart; zu den bereits an der 9. Auflage beteiligten Herausgebern Fritz Encke und Günther Buchheim stieß ab der 10. Auflage Siegmund Seybold hinzu; ab der 16. Auflage kamen Walter Erhardt, Erich Götz und Nils Bödeker hinzu:
- 10. Auflage: Stuttgart 1972 – Encke, Buchheim, Seybold
- 11. Auflage: Stuttgart 1979 – Encke, Buchheim, Seybold
- 12. Auflage: Stuttgart 1980 – Encke, Buchheim, Seybold
- 13. Auflage: Stuttgart 1984 – Encke, Buchheim, Seybold
- 14. Auflage: Stuttgart 1993 – Encke, Buchheim, Seybold
- 15. Auflage: Stuttgart 1994 – Encke, Buchheim, Seybold
- 16. Auflage: Stuttgart 2000 – Erhardt, Götz, Bödeker, Seybold
- 17. Auflage: Stuttgart 2002 – Erhardt, Götz, Bödeker, Seybold
- 18. Auflage: Stuttgart 2008 – Erhardt, Götz, Bödeker, Seybold
- 19. Auflage: Stuttgart 2014 – Erhardt, Götz, Bödeker, Seybold

Das „Zander Handwörterbuch der Pflanzennamen“ wurde zu einem wertvollen Ratgeber für Gärtner, Förster, Pharmazeuten und Botaniker und ist es bis heute geblieben. Von seinen Benutzern wird es kurz der „Zander“ genannt.
In der 13. Auflage enthielt der Zander bereits 3.204 Gattungen und 13.568 Arten; zusammen mit Synonymen und Einträgen unterhalb des Artrangs umfasste diese Ausgabe 26.310 Namenseinträge. Ab der 16. Auflage wird der Zander auf Basis einer elektronischen Datenbank erstellt. Die 19. Auflage enthält 20.750 Arten aus 3.603 Gattungen und 8.981 Synonyme.
Neben dem Hauptteil, der alphabetischen Auflistung der Gattungen und Arten, enthält der Zander auch eine Einführung in die botanischen Nomenklaturregeln, eine systematische Übersicht über das Pflanzenreich sowie eine alphabetische Auflistung der Autoren der Pflanzennamen.
2008 erschien im Verlag Eugen Ulmer in Stuttgart auch „Der große Zander. Enzyklopädie der Pflanzennamen“, herausgegeben von Erhardt, Götz, Bödeker und Seybold in 2 Bänden mit 2103 Seiten und zahlreichen Abbildungen in 2 Bänden.

## Ehrungen
Nach Robert Zander ist die Pflanzengattung Zandera D.L.Schulz aus der Familie der Korbblütler (Asteraceae) benannt.
Auch ist nach ihm die Zeitschrift ZANDERA: Mitteilungen aus der Deutschen Gartenbaubibliothek benannt.